# Lupi mannari (film)
Lupi mannari (Loups-Garous) è un film francese del 2024 diretto da François Uzan ed ispirato al gioco da tavolo francese Lupi mannari di Roccascura creato da Hervé Marly e Philippe des Pallières.

## Trama
Dopo aver scoperto un misterioso gioco di carte, una famiglia viene catapultata nel Medioevo dove ogni notte deve affrontare dei pericolosi lupi mannari.

## Distribuzione
Il film è stato distribuito sulla piattaforma Netflix dal 23 ottobre 2024.